# Persische Windmühle

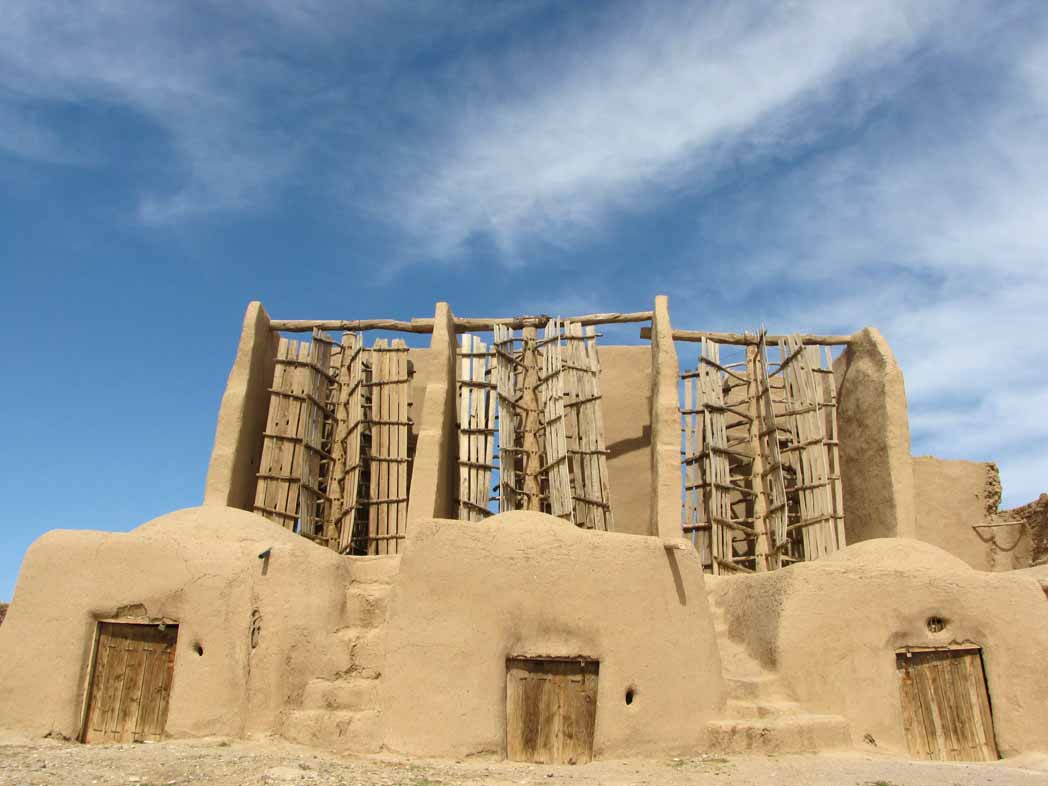
Persische Windmühle in Naschtifan in der Provinz Süd-Chorasan

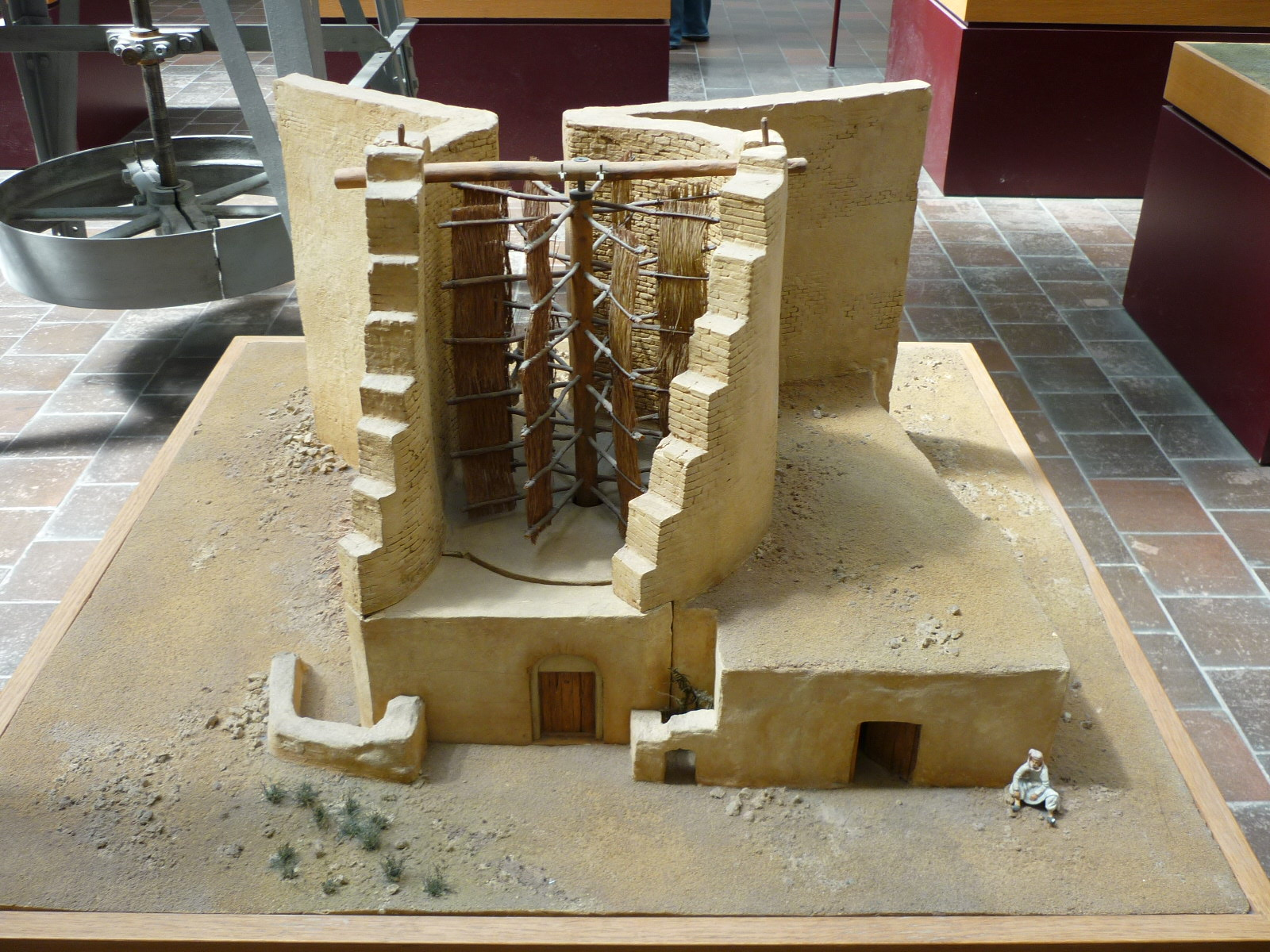
Modell einer persischen Windmühle im Deutschen Museum München

Technischer Aufbau einer persischen Windmühle

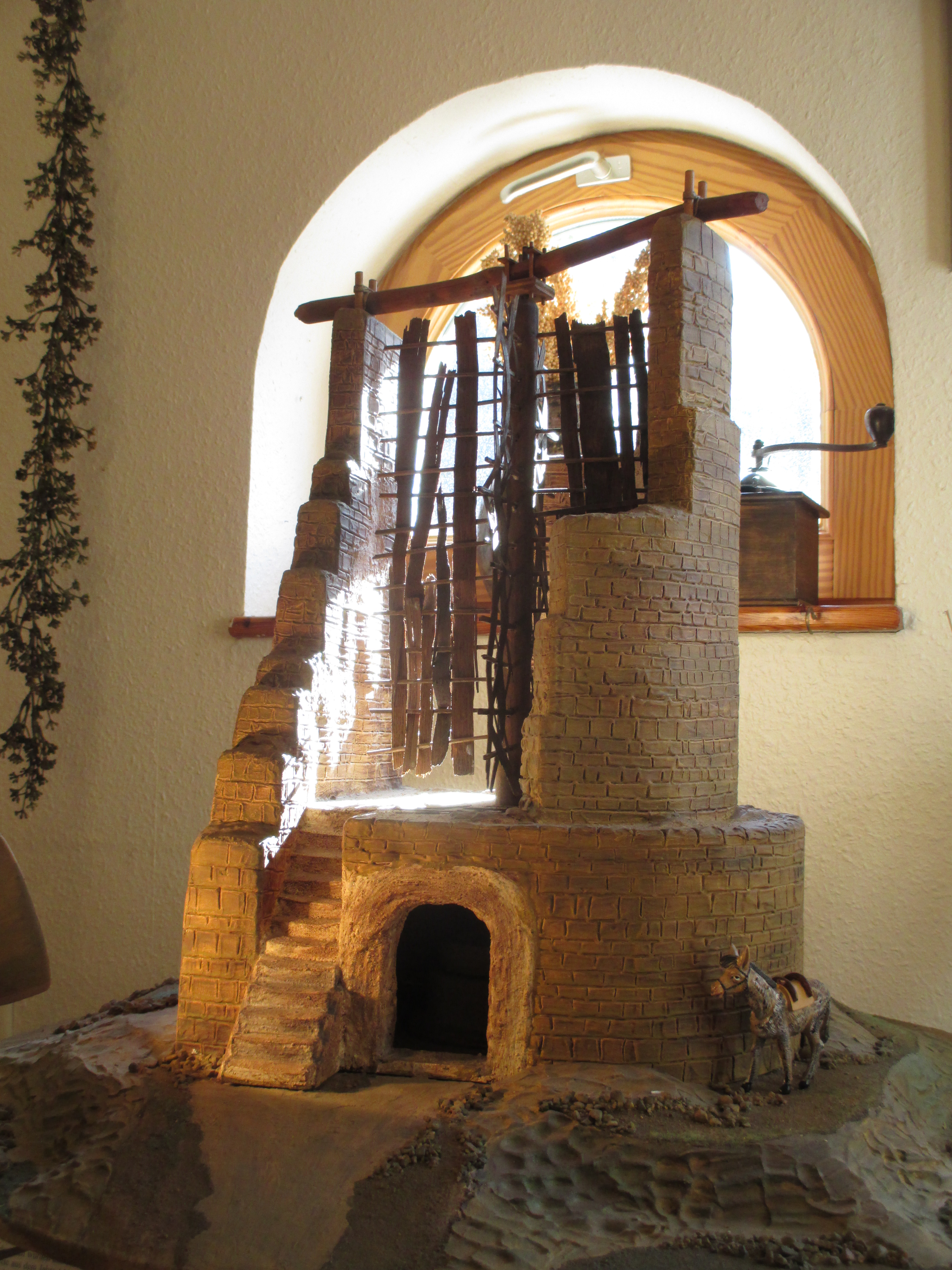
Modell einer Horizontalwindmühle aus dem afghanisch-persischen Grenzgebiet (Mühlenmuseum Hiesfeld)

Die persische Windmühle (persisch آسباد āsbād) ist eine Bauart der Horizontalwindmühle, d. h. eine Windmühle mit vertikal stehender Rotordrehachse. Ihren Namen trägt sie wegen ihrer historischen Herkunft aus Persien.

## Geschichte
Die Geschichte der persischen Windmühle kann bis ins 7. Jahrhundert zurückverfolgt werden. Sie gilt damit als der älteste bekannte Windmühlentyp. Die vermutlich noch ältere, aber altersmäßig noch nicht unumstritten belegte Variante einer gleichermaßen vertikalachsigen Windmühle ist die Chinesische Windmühle.
In einigen Regionen des ehemaligen Persiens werden persische Windmühlen bis heute verwendet. Sie finden sich insbesondere im iranisch-afghanischen Grenzgebiet. Sie nutzen hier den kräftigen „Wind der 120 Tage“, der in den Sommermonaten mit großer Konstanz aus nördlicher Richtung weht. Am zahlreichsten sind die Mühlen in den iranischen Regionen Chorasan (Provinzen Nord- und Razavi-Chorasan) und Sistan und hier wiederum auf der Hochebene von Zosan, südlich von Khaf. Die wohl bekannteste Gruppe von Mühlen steht hier im Ort Nashtifan (34° 25′ 56,3″ N, 60° 10′ 30,9″ O). Der Name des Ortes selbst (Nashtifan) bedeutet sinngemäß übersetzt "Beißender Wind".

## Funktionsweise und Bauart
Die persische Windmühle dreht sich auf einer vertikalen Welle und treibt den unten daran befestigten Mühlstein an. Eine Windfangmauer, die wie ein halber Turm geformt ist, bedeckt eine Hälfte des Windrades. Da diese Konstruktion fest zur Hauptwindrichtung ausgerichtet ist, kann nur diese eine Windrichtung genutzt werden. Die als flache geradlinige Schaufeln sternförmig um die Rotordrehachse stehenden Antriebselemente werden aus Holzplanken zusammengesetzt, auch mit Matten oder Zweigen bespannte Holzgerippe als Antriebsflächen sind in der an Holz armen Gegend gebräuchlich.
Das persische Windrad ist ein Vortriebs- bzw. Widerstandsläufer, ähnlich dem Schalenanemometer. Leistungsfähiger sind jedoch Auftriebsläufer mit aerodynamischen Flügeln, Schaufeln oder Segeln, wie Savonius-Rotor, Darrieus-Rotor oder auch die chinesische Windmühle mit ihren sich von selbst zum Wind anstellenden Dschunkensegeln (Luggersegeln). Alle diese Typen haben mit der persischen Windmühle die Gemeinsamkeit der senkrecht stehenden Rotorwelle, an der die Flügel, Segel oder Schaufeln angebracht sind.